# في رأسي (أغنية جيسون ديرولو)
في رأسي (بالإنجليزية: In My Head)‏ هي ثاني أغنية منفردة للمغني الأمريكي جيسون ديرولو. تم إصدار الأغنية في 10 ديسمبر 2009 للتحميل الرقمي، كأغنية تابعة لألبومه الأول جيسون ديرولو.